# 콜레인 FC
콜레인 FC(영어: Coleraine F.C.)는 콜레인을 연고로 하는 북아일랜드의 축구 클럽이다. 현재는 NIFL 프리미어십에 참가하고 있다.

## 성적
- NIFL 프리미어십 1회 우승 (1973-74)
- 아이리시 컵 5회 우승 (1964-65, 1971-72, 1974-75, 1976-77, 2002-03)
- 북아일랜드 풋볼 리그컵 1회 우승 (1987-88)

## 선수 명단

### 현역
참고: FIFA 자격 규정에 따라 소속된 국가대표팀 국기를 표시합니다. 선수는 복수의 FIFA 비회원국 국적을 가지고 있을 수 있습니다.
| 번호 | 포지션 | 국적       | 이름          |
| ---- | ------ | ---------- | ------------- |
| 5    | DF     | 아일랜드   | 그레이엄 켈리 |
| 9    | FW     | 북아일랜드 | 매튜 셰블린   |

| 번호 | 포지션 | 국적 | 이름 |
| ---- | ------ | ---- | ---- |

## 역대 감독
| 감독    | 임기        |
| ------- | ----------- |
| 짐 플랫 | 1985 ~ 1991 |

틀:콜레인 FC 선수 명단